# Gonderange
Gonderange (Luxemburgs: Gonneréng, Duits: Gonderingen) is een plaats in de gemeente Junglinster en het kanton Grevenmacher in Luxemburg.
Gonderange telt 1385 inwoners (2001).

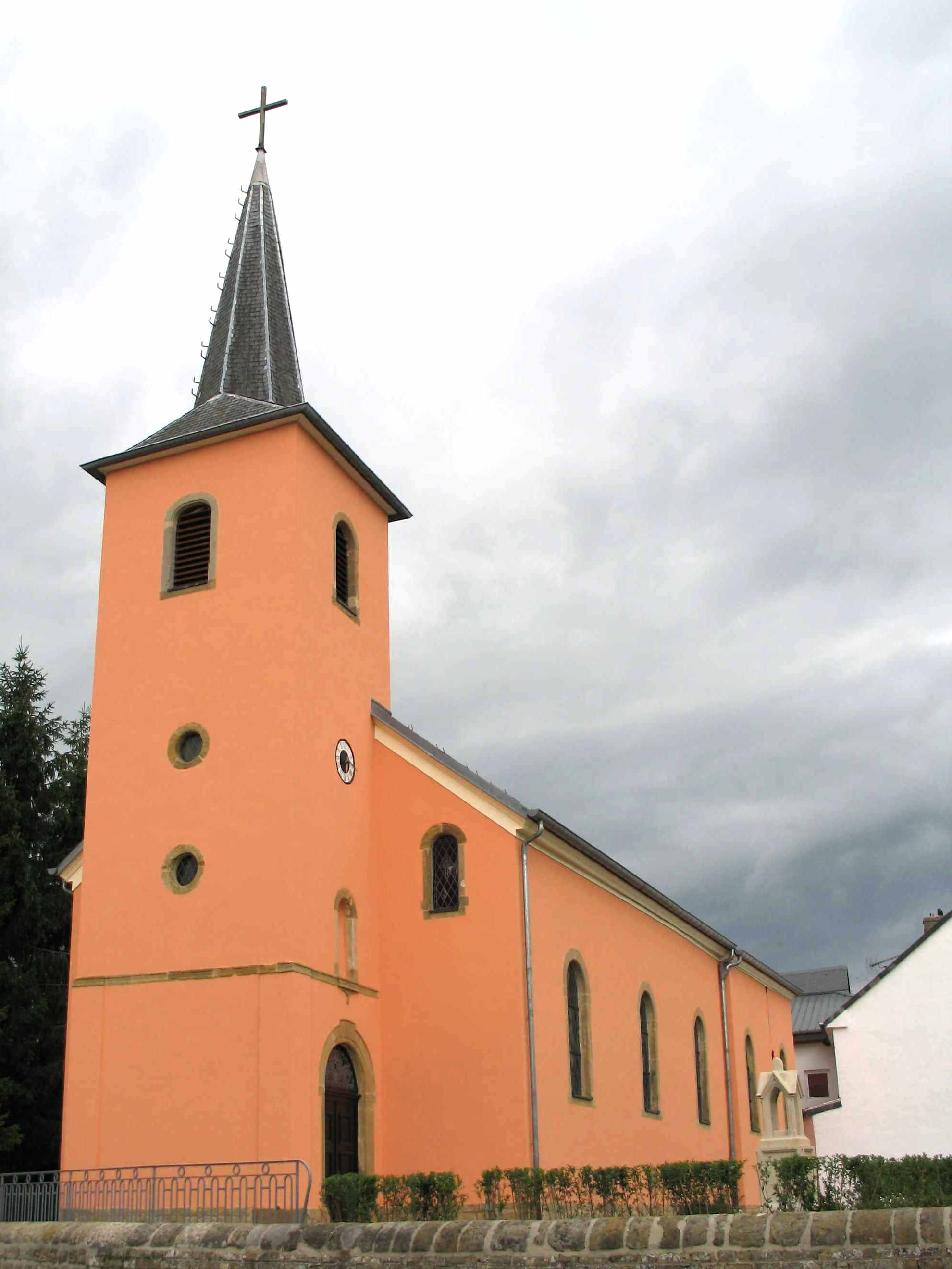
Kerk van Gonderange
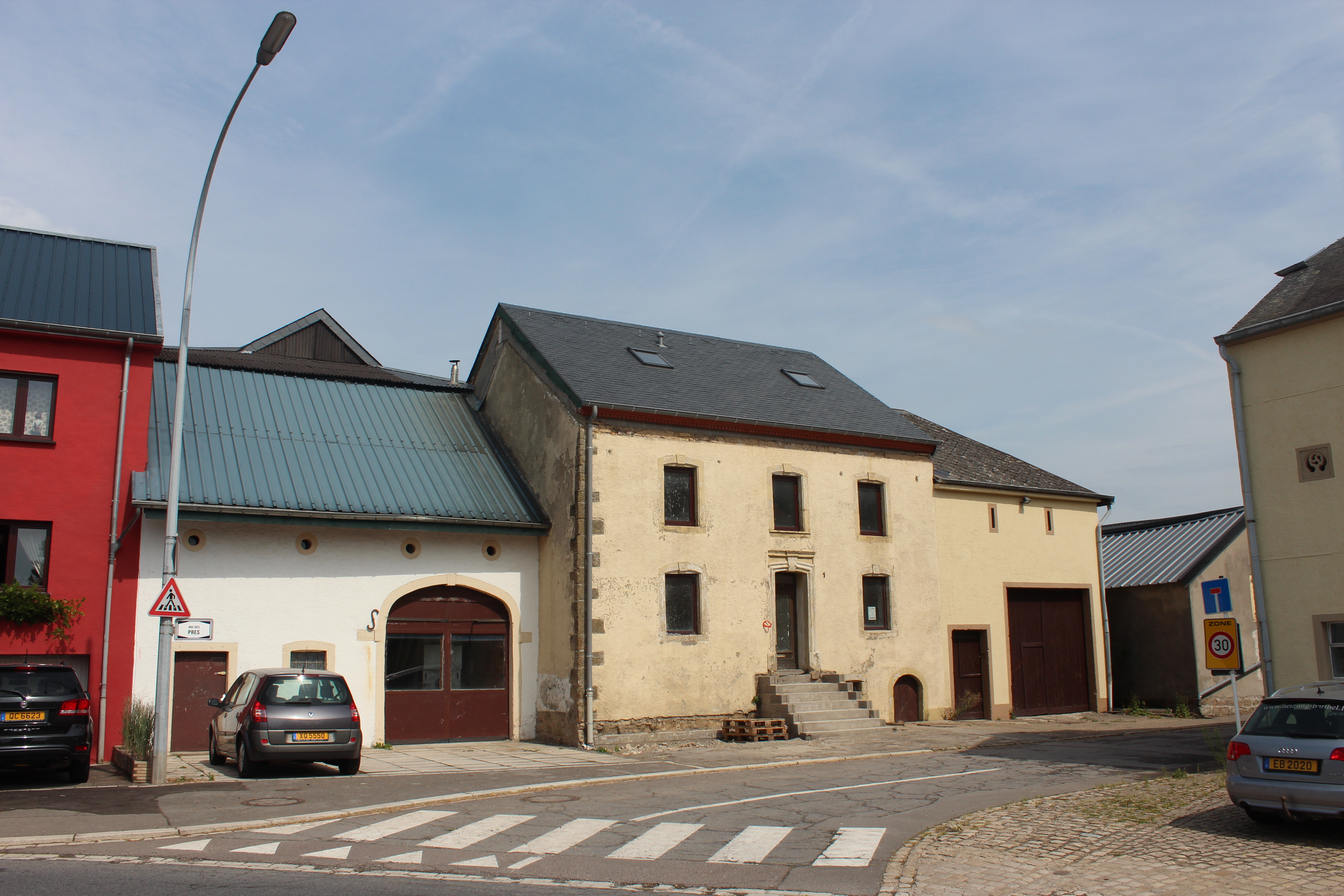
Straat in Gonderange